# 사카이 (소프트웨어)
사카이(Sakai)는 교육, 연구 및 협업을 지원하도록 설계된 무료 커뮤니티 중심 오픈 소스 교육 소프트웨어 플랫폼이다. 이러한 유형의 시스템은 LMS(학습 관리 시스템), CMS(과정 관리 시스템) 또는 VLE(가상 학습 환경)라고도 한다. 사카이는 학술 기관, 상업 조직 및 개인으로 구성된 커뮤니티에 의해 개발되었다. 오픈소스 라이선스의 일종인 교육 커뮤니티 라이선스(Educational Community License)에 따라 배포된다.
사카이는 주로 미국뿐만 아니라 캐나다, 유럽, 아시아, 아프리카 및 호주의 수백 개 기관에서 사용된다. 사카이는 확장 가능하고 안정적이며 상호 운용 가능하고 확장 가능하도록 설계되었다. 가장 큰 규모의 설치로 100,000명 이상의 사용자를 처리한다.

## 같이 보기
- 학습 관리 시스템